# Zameus squamulosus
Zameus squamulosus (Günther, 1877) è uno squalo squaliforme appartenente alla famiglia Somniosidae; è l'unica specie appartenente al genere Zameus Jordan & Fowler, 1903 ed è diffuso in tutti gli oceani.
La lunghezza massima registrata per questa specie è di 84 cm.
Si nutre principalmente di pesci ossei e invertebrati bentonici.